# Pierre Lhande
Pierre Lhande Heguy (Bayona, 4 de julio de 1877 - Tardets-Sorholus, 17 de abril de 1957), fue un padre jesuita, académico y escritor francés que produjo obras tanto en francés como en euskera. Conocido como «apóstol de los banlieues» y por sus sermones radiofónicos, que fueron una novedad en la década de 1930.

## Biografía
Pierre Lhande o Pierre Bassagaitz Heguy nació el 9 de julio de 1877 en el número 8 de la calle Argenterie, en la ciudad de Bayona, hijo de Jean-Pierre Bassagaitz, comerciante de ferretería, y Pauline Héguy. Su madre Pauline, nacida en Montevideo (Uruguay) era hija de Valentin Héguy y Stéphanie de Berterèche de Menditte. De fuerte carácter vasco, Lhande estudió en el seminario menor y luego en el mayor de su ciudad natal antes de ingresar en la Compañía de Jesús el 6 de septiembre de 1900. Diez años después, el 28 de agosto de 1910, fue ordenado sacerdote en Enghien (Bélgica), al finalizar sus estudios teológicos.

### Lengua y literatura vasca
Después de algunos años de enseñanza en colegios alrededor de Toulouse, enseñó lengua y literatura vascas en el Instituto católico de Toulouse (1920-1924). En 1922 fue expulsado de España por su actitud crítica hacia la actuación del gobierno español hacia el pueblo vasco. En 1924 estuvo en París como editor de la revista Étvdes (1924-1939). Fue trasladado en 1939 a Pau, donde desempeñó más trabajos, que se sumaron a aquellos que ya lo tenían sobrecargado.
Miembro de la Real Academia de la Lengua Vasca, publicó en 1926 un diccionario euskera-francés, primer volumen de una obra cuyo segundo volumen previsto, francés-euskera, quedó inédito. Este trabajo tiene en cuenta concretamente los dialectos labordista, bajo navarro y suletino.

### En los banlieues parisinos

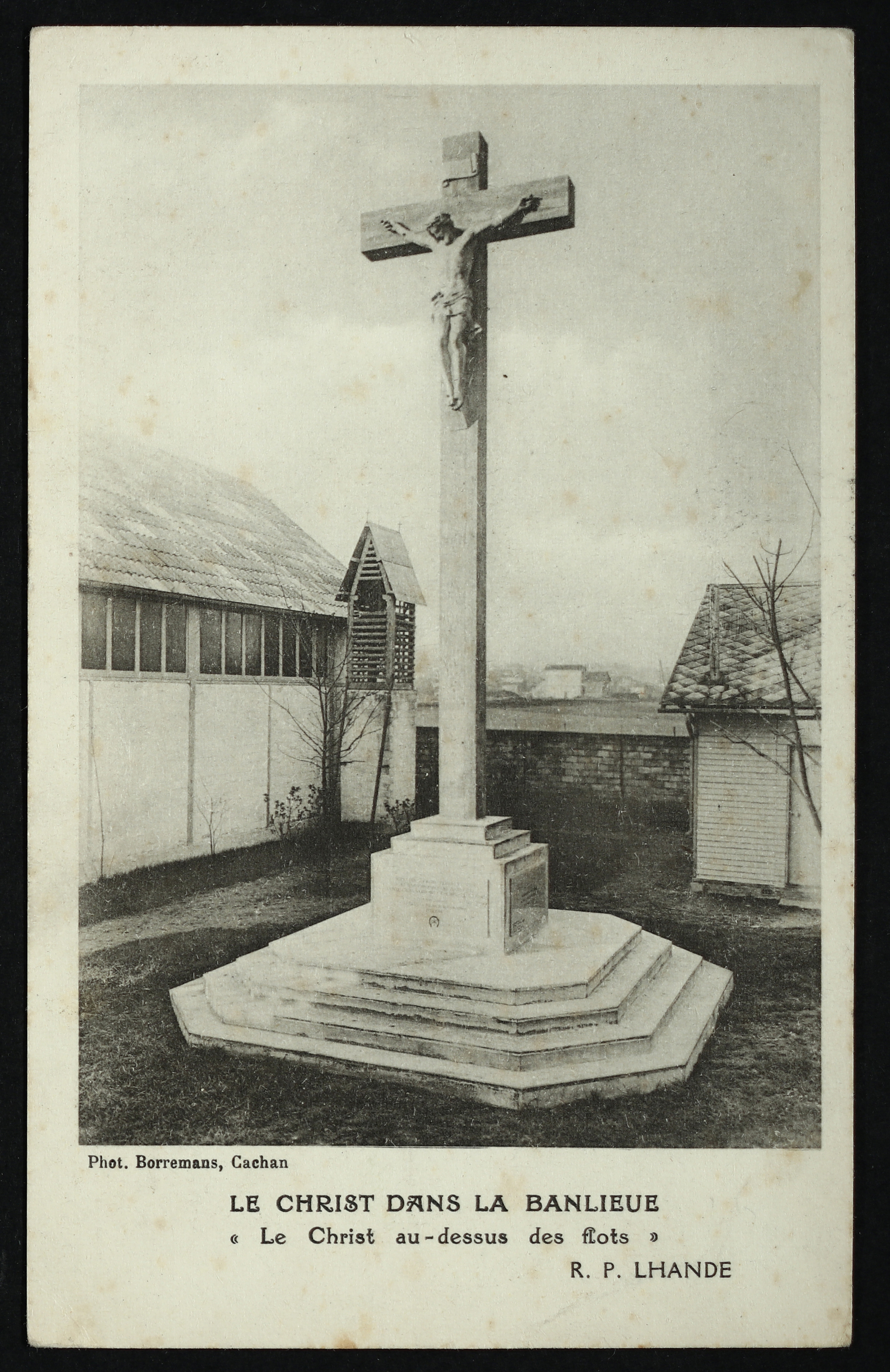
Calvario de la capilla Sainte-Jeanne de Chantal en Antony.

Durante sus años en París (1924-1939), viajó por los barrios suburbanos (Banlieue) y publicó numerosos artículos en la revista Étvdes sobre las dificultades de la vida cristiana en el cinturón rojo de París. Los artículos están recopilados en tres volúmenes bajo el título general Cristo en los suburbios. : investigación sobre la vida religiosa en los círculos obreros de los suburbios de París (1927-1931). Estos artículos y el libro hacen comprender a la comunidad católica francesa la brecha que se ha ido ampliando gradualmente entre la Iglesia católica y el mundo laboral.
En 1931, el cardenal Verdier, arzobispo de París, creó la Œuvre des Chantiers du Cardinal para tratar de compensar la falta de iglesias en los suburbios parisinos, la publicación periódica de esta asociación tomó el título de la obra del padre Lhande, El Cristo en los suburbios.
Este libro será traducido al alemán por el sacerdote Franz Stock.
Apostólicamente muy creativo, Pierre Lhande escribió también novelas y reportajes sobre las misiones de Maduré y de Madagascar, donde trabajaban los jesuitas franceses.

### Predicación radiofónica
El padre Lhande se da a conocer ante un amplio público gracias a una forma de predicación completamente nueva: sermones radiofónicos. Es un pionero en la predicación radiofónica.
- El 2 de enero de 1927 inauguró la primera transmisión católica. En forma de charlas, los domingos a 12 h 00 se emiten sermones radiofónicos de 20 minutos de duración en Radio París .
- El 1 de enero de 1934 Radio París fue nacionalizada por Laurent Eynac, ministro de Cartas, Telégrafos y Teléfonos (PTT, por sus siglas en francés). El programa de Lhande será retirado de la emisión de acuerdo al principio de separación entre la Iglesia y el Estado.
- El 8 de abril de 1934, ante la magnitud de las protestas contra la supresión de la emisión, André Mallarmé, nuevo ministro del PTT, restableció los sermones radiofónicos.

## Obra de arte
Libros y obras de Pierre Lhande, clasificados cronológicamente :
- « L'émigration basque », Revista Internacional de Estudios Vascos, 1907, I, pp. 609-616 ; 1908, II, pp. 95-103, 238-249, 438-455 ; 1909, III, pp. 79-100.
- Autour d'un foyer basque, récits et idées, París, Nouvelle Librairie nationale, 1908.
- Luis. Roman, París, Plon-Nourrit, 1912 (21 rééditions).
- Mirentchu. Roman, París, Plon-Nourrit, 1914 (24 rééditions).
- Gure orma zaarra, 1915, Martin et Mena.
- Trois prêtres soldats, París, G. Beauchesne, 1918.
- Notre sœur latine d'Espagne. Études morales et politiques, París, Blad et Blay, 1919.
- Les Mouettes, París, Plon-Nourrit, 1920.
- Yolanda. Roman de meurs basques, París, G. Beauchesne, 1921.
- Yolanda. Irakurgaya. 1 irarkaldia. Argiaren Idaztiak, I, 1921, Leizaola[3]
- « Le Pays basque et sa littérature », cours libre professé à la Faculté des Lettres, Bulletin de l'Université et de l'Académie de Toulouse, 1925, pp. 366-372.
- Les Lauriers coupés. Roman, París, Plon-Nourrit, 1924.
- Le pays basque à vol d'oiseau, París, G. Beauchesne, 1925.
- L'émigration basque. Histoire, économie, psychologie, París, Nouvelle Librairie nationale, 1925.
- Bilbilis, París, Plon-Nourrit, 1926.
- Dictionnaire basque-français et français-basque (dialectes labourdin, bas-navarrais et souletin), París, Beauchesne, 1926.
- Mon petit prêtre. Récit d'une mère, París, G. Beauchesne, 1928 (43 rééditions).
- Le Christ dans la banlieue : enquête sur la vie religieuse dans les milieux ouvriers de la banlieue de Paris, París, Plon, 1927-1931 (135 rééditions)

- Premio Juteau-Duvigneaux 1928 de la Academia Francesa.
- Premio Montyon 1932 de la Academia Francesa.
- La France rayonnante. Argentine, Chili, Uruguay, París, G. Beauchesne, 1931.
- Le moulin d'Hernani. Récit de Navarre et du Pays basque, París, Plon, 1936.

## Adaptación cinematográfica
- En 1941, Robert Péguy dirigió una película francesa titulada Notre-Dame de la Mouise (adaptación de Le Christ dans la banlieue : enquête sur la vie religieuse dans les milieux ouvriers de la banlieue de Paris), con Édouard Delmont, Odette Joyeux y François Rozet .
- En 1956, Roland Quignon, Aloysius Vachet y Paul Vandenberghe hicieron una película francesa llamada Les Mains bindes, (una adaptación de Mon petit prêtre. Récit d'une mère) protagonizada por Nadine Alari, Paul Vandenberghe y Jean Brochard .